# 庫列希夫 (米羅諾夫卡區)
49°47′15″N 31°5′39″E / 49.78750°N 31.09417°E
庫萊希夫（烏克蘭語：Кулешів）是位於烏克蘭北部的村莊，由基辅州奧布希夫區的米羅尼夫卡市鎮負責管轄。該村始建於1928年，面積3.85平方公里，海拔高度154米，2001年人口62，人口密度每平方公里16.1人。